# 1xBet
1xBet è una società di gioco d'azzardo online con licenza di Curaçao Egaming, di proprietà del gruppo 1x Corp N.V.. È stata fondata nel 2007 ed è registrata a Cipro. Nel 2019 ha sperimentato una crescita considerevole, sponsorizzando per breve tempo il Chelsea FC e il Liverpool FC prima di essere stata esaminata per il coinvolgimento nelle attività illegali. Dal 2018 fino al 2021 è stato "International Presenting Partner" della Serie A.
Nata inizialmente come casinò russo, ha ampliato la sua presenza online nel 2014 collaborando con 'BookmakerPub'. Mantiene le sedi a Malta, Cipro e in Nigeria.

## Premi
Nel 2018, 1xBet ha ricevuto il premio "Rising Star in Sports Betting Innovation" presso la SBC Awards 2018 a Londra. 1XBet è stata anche nominata in cinque altre categorie: Stella nascente nelle scommesse sportive, bookmaker di calcio dell'anno, bookmaker di Esports dell'anno, miglior programma di affiliazione e fornitore white-label dell'anno.
Nel 2020, 1xBet ha vinto il premio "Sports Betting Platform of the Year" ai 2020 Awards International Gaming. 1xbet è stata anche nominata per altri cinque altri premi: Software di scommesse di Esports dell'anno, società di scommesse sportive in-play, operatore mobile dell'anno, operatore di gioco online dell'anno e sportbook dell'anno. Nel 2019 1xbet annunciò la collaborazione con Electronic Sports League (ESL), famosa azienda tedesca organizzatrice in tutto il mondo di competizioni esports, diventando così partner ufficiale per l’anno 2021, fino alla competizione IEM Katowice 2022.
1xBet ha ricevuto due nomination ai Global Gaming Awards 2021. La società di scommesse è stata nominata come operatore di scommesse sportive online dell'anno, oltre a essere stata selezionata per il programma di affiliazione dell'anno.